# Sandy Bay, Newfoundland
Sandy Bay är en vik i Kanada.   Den ligger i provinsen Newfoundland och Labrador, i den östra delen av landet, 1 700 km nordost om huvudstaden Ottawa.